# Alexandra Stegmann
Alexandra Stegmann (* 17. Oktober 1983 in Nürnberg) ist eine ehemalige deutsche Fußballspielerin. Die Abwehrspielerin spielte für den Bundesligisten SC Freiburg.

## Karriere
Stegmann begann ihre Karriere beim ASV Herzogenaurach und kam über die Stationen SV Weil, SG Grenzach-Wyhlen und den TuS Lörrach-Stetten 1999 zum damaligen Oberligisten SC Freiburg. 2001 stieg sie mit dem SC Freiburg in die erste Bundesliga auf und spielte von dort an ununterbrochen in der höchsten deutschen Spielklasse. Im Frühsommer 2007 zog sich Stegmann einen Kreuzbandriss zu und fiel für die komplette Vorrunde der Saison 2007/2008 aus. In der Rückrunde, in der Stegmann auf der rechten Außenverteidigerposition praktisch gesetzt war, schaffte der SC in einer bemerkenswerten Aufholjagd noch den Klassenerhalt. Stegmann stand bei allen Saisonsiegen auf dem Platz, fünf von sechsmal über 90 Minuten. Im Sommer 2008 beendete sie ihre aktive Karriere im Alter von 24 Jahren.

### International
In der U19-Nationalmannschaft kam Stegmann 21 Mal zum Einsatz, in der U21 elf Mal.

## Werdegang
Alexandra Stegmann studierte an der Albert-Ludwigs-Universität Freiburg Mathematik auf Diplom, schloss ihr Studium 2010 mit „Sehr Gut“ ab und arbeitet derzeit als Unternehmensberaterin. Am 2. April 2011 war sie Kandidatin in der Spielshow Schlag den Raab. Nach 13 Spielen unterlag sie Raab mit 18:73 Punkten.

## Erfolge
- Aufstieg mit dem SC Freiburg in die erste Bundesliga 2001
- U-19-Europameisterin 2002
- 3. Platz bei der U-19-Fußball-Weltmeisterschaft der Frauen 2002